# The Haunting of Sorority Row
The Haunting of Sorority Row, in sommige landen gekend als (The) Deadly Pledge, is een Canadese horrorfilm uit 2007.

## Verhaal
Als eerstejaarshogeschoolstudente mag Samantha lid worden van de meest prestigieuze studentenclub op de campus. Alvorens het zover is, moeten zij en enkele medestudentes de zogenaamde helweek doorstaan: een week waarin de leden in spe continu door de leden getreiterd worden met inwijdingsrituelen.
Samantha krijgt al wat argwaan wanneer ze hoort dat een oud-lid zelfmoord heeft gepleegd en dat het voorgaande jaar een lid in spe, Jena, tijdens helweek verdwenen is. Wanneer ze op een nacht uit bed wordt geplukt en bijna de nacht in een doodskist moet doorbrengen, vermoedt ze dat die Jena tijdens dat ritueel is omgekomen.
Vervolgens komen de leden van de club een voor een op bizarre wijzen om het leven. Samantha's vermoedens blijken dan ook te kloppen wanneer blijkt dat haar kamergenote in werkelijkheid Jena's geest is, die een andere gedaante heeft aangenomen en die nu wraak komt nemen op de leden die haar na haar dood in het bos hadden begraven.
Als laatste komt Leslie, hoofd van de studentenclub, te sterven in dezelfde kist als Jena een jaar eerder. Samantha zelf slaagt erin Jena's woede te temperen en ontspringt zo de dans, waarop Jena verdwijnt.

## Rolbezetting
| Acteur                 | Personage        | Opmerkingen              |
| ---------------------- | ---------------- | ------------------------ |
| Leighton Meester       | Samantha Willows | protagonist              |
| Kailin See             | Jane             |                          |
| Lisa Marie Caruk       | Leslie           |                          |
| Agam Darshi            | Rachel           |                          |
| Meghan Ory             | Amanda           |                          |
| Jessica Huras          | Nikki Evans      |                          |
| Lara Gilchrist         | Jena             |                          |
| Elyse Levesque         | Whitney          |                          |
| Adrian Petriw          | Oliver           | Samantha's vriendje      |
| Carlo Marks            | Spencer          | Samantha's nieuwe vriend |
| David Patrick Flemming | Collin           |                          |